# Polkagris
Pour les articles homonymes, voir Polka.

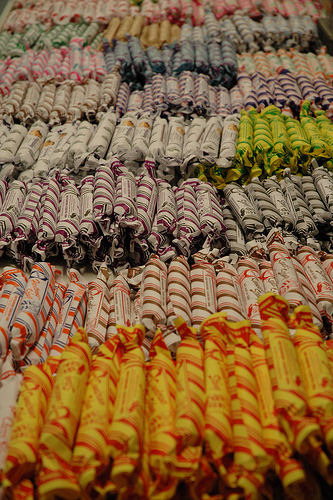
Étalage de polkagris.

Les polkagris (pluriel suédois : polkagrisar) sont des bonbons suédois, spécialités originaires de la ville de Gränna. Ces bonbons rouges et blancs sont souvent à base de menthe poivrée. Ils ont été inventés par la veuve Amalia Eriksson en 1859.